# Kobilić Pokupski
Kobilić Pokupski – wieś w Chorwacji, w żupanii karlowackiej, w mieście Karlovac. W 2011 roku liczyła 43 mieszkańców.